# Thomandersia butayei
Thomandersia butayei är en tvåhjärtbladig växtart som beskrevs av De Wild.. Thomandersia butayei ingår i släktet Thomandersia och familjen Thomandersiaceae. Inga underarter finns listade i Catalogue of Life.